# Манастир Медна
Манастир Медна је манастир Српске православне цркве у селу Медна, општина Мркоњић Град, у епархији бихаћко-петровачкој. Посвећен је Преподобномученицима медљанским.

## Откривање Преподобномученика медљанских
За ископавање и откривање моштију тројице монаха заслужна је Петра Топић (рођена Тегелтија), којој су се још као седмогодишњакињи први пут указали монаси Серафин, Мардарије и Авакум. Према њеним визијама дошли су из Петропавловог манастира код Требиња, а послије су мученички погубљени. Ова привиђања Петри нико није вјеровао, па ни родитељи, те су је многи сматрали мало чудном.
Иако је прошло неколико деценија Петра није одустала у инсистирању да се мошти мученика открију, у љето 2003. године, парох Друге парохије мркоњићке, отац Славољуб Тегелтија, обавијестио је епископа бихаћко-петровачког Хризостома да његова родица Петра, жели да му саопшти своја духовна виђења, која је прате деценијама уназад. Епископ је чуо све оно што му је Петра хтјела рећи, чак су и обишли локалитет Црквиште у селу Медна, гдје су виђења била најчешћа. Епископ је, не журећи са доношењем било какве одлуке, оставио питање отвореним, вјерујући да ће вријеме донијети свој суд, јер уколико је у питању чудо Божије, оно се неће моћи скрити, нити ће га вријеме моћи потиснути.  Три године касније, у јесен 2006. године, и сам епископ Хризостом имао је чудне снове, проткане мислима о медљанским монасима, одлучио је да учини први корак. Затражио је од оца Николе Пене, пароха медљанског, да се приступи откопавању терена. Поред парохијског свештеника, оца Николе Пене, откопавању је, заједно са Петром Топић, присуствовао и игуман Василије (Рожић), настојатељ манастира Клисина. Прилоком откопавања пронађене су мошти преподобномученика које су биле жуте као злато, и имале су топлоту људског тијела према свједочењу игумана Василија.

## Црква Рођења Пресвете Богородице
Након откривања моштију оне су пренесене у 2 километра удаљену цркву Рођења Пресвете Богородице.
Првобитни храм, зидан од тврдог материјала, подигнут је између 1883-1888. године. Скоро 100 година је трајао, али је због дотрајалости порушен 1977. године. Исте године започета је градња новог, тј. данашњег храма. Градња и његово опремање трајали су дуго, до 1988. године. Нови храм осветио је владика бањалучки Јефрем.

## Изградња манастира
Недалеко од мјеста проналаска моштију приступило се изградњи манастира. У јесен 2011. године, епископ бихаћко-петровачки Хризостом, заједно са свештеницима, освештао је новоподигнути храм посвећен Преподобномученицима медљанским.
Мошти преподобномученика медљанских су 8. јуна 2019. године, након дванаест и по година, из цркве Рођења Пресвете Богородице у Медној, пренесене у манастир Мeдна.
Прва игуманија манастира Стефанија устоличена је 11. октобра 2021.